# Gilles Morisseau
Gilles Morisseau est un footballeur professionnel français, né le 27 avril 1961 à Bône (aujourd'hui Annaba) en Algérie française.

## Biographie
Formé au Nîmes Olympique, il intègre l'équipe première en 1982, alors que le club joue en Division 2.
L'année suivante le club monte en D1 mais n'arrive pas à s'y stabiliser. 
En 1986, il rallie l'AS Cannes alors en Division 2 et obtient la montée en D1 l'année suivante.
En 1988, enfin, il rejoint l'OGC Nice, toujours en 1re division.
Au total, il dispute 135 matchs en Division 1 et 200 matchs en Division 2.
En janvier 2002, il est diplômé du DEF (Diplôme d'entraîneur de football).